# Грейг Олексій Самуїлович
Олексі́й Самуї́лович Грейг (6 вересня 1775, Кронштадт — 18 січня 1845, Санкт-Петербург) — воєначальник, адмірал (1828), який сприяв відновленню боєздатності Чорноморського флоту, що значно знизилась за роки війни з Наполеоном.

## Біографія
Народився в родині віце-адмірала Самуїла Карловича Грейга, вихідця з Шотландії. Хресною Олексія Грейга була цариця Катерина ІІ. Новонароджений Олексій одразу отримав офіцерський чин.
З 1789 до 1796 року Олексій Грейг служив у військово-морському флоті Великої Британії, після чого розпочав службу в російському військово-морському флоті. Брав участь у військових операціях у Північному, Середземному морях. Отримав чин контр-адмірала 1805 року.
З 2 березня 1816 року, Олексій Грейг обіймав посаду командира Чорноморського флоту та військового губернатора Миколаєва і Севастополя (до 1834 року). Він мав відновити боєздатність Чорноморського флоту, яка значно знизилась за роки війни з Наполеоном. Оселився в Миколаєві і пробув на цій посаді майже 18 років. Грейг заснував розпорядницьку частину при Чорноморському адміралтейському департаменті, створив Артилерійське управління, заснував обсерваторію Чорноморського флоту в Миколаєві, вдосконалив роботу Депо, надав йому друкарню й художників-граверів. 1820 року О. С. Грейг поставив питання про необхідність будівництва в місті Миколаєві Морської астрономічної обсерваторії. Вона розпочала свою роботу 1827 року. За наукову роботу в галузі астрономії і керівництво будівництвом обсерваторії в місті Миколаєві 1822 року О. С. Грейга обрали почесним членом Петербурзької академії наук.
За розпорядженням Олексія Самуїловича на схід від Миколаєва побудували довжелезну стіну. Нею заблокували увесь сухопутний доступ до міста. За це Грейга часто критикували, бувало й жорстко. Утім, стіна не пускала на територію Миколаєва бродячих тварин. Також завдяки їй краще здійснювався контроль мешканців з навколишніх містечок та сіл, які прибували в місто. У стіні була одна-єдина брама. І якщо на околицях Миколаєва вирували пошесті, вона закривалася. 
Попри всі мирські справи, О. С. Грейг брав участь і в бойових діях. Протягом 1817—1827 років О. С. Грейг щорічно особисто командував ескадрами й крейсував з ними в Чорному морі. За успішне командування Чорноморським флотом у перший же рік О. С. Грейга нагородили орденом Святого Олександра Невського, а 1827 року — орденом Святого Володимира 1-го ступеня.
Напередодні нової війни з Туреччиною Олексій Самуїлович прискорив будування суден, терміново підготував флот до бойових дій. У
російсько-турецькій війні 1828—1829 років він став першим російським адміралом, який здійснив тісну стратегічну взаємодію армії і флоту, успішно діяв на комунікаціях і в прибережній зоні, беручи штурмом турецькі прибережні фортеці. 1826 року Олексій Грейг вперше в російській практиці створив штаб флоту для організації бойової підготовки й розробки планів дій у воєнний час. Під його керівництвом було вперше створено морські бібліотеки. У 1828–1829 роках Грейг брав участь у війні з Туреччиною, у взятті Анапи й Варни. За облогу і підкорення Варни О. С. Грейга нагородили орденом Святого Георгія Побідоносця 2-ступеня. За умілі дії у війні флотоводець одержав чин адмірала.
1833 року О. С. Грейг був призначений членом Державної ради та переїхав до Петербургу. Мешканці Миколаєва з вдячністю ставилися до адмірала. У день від'їзду адмірала з Миколаєва громадськість міста організувала в Думі на його честь прощальний обід, на якому високо оцінила його діяльність як військового губернатора. Грейг подарував місту власний портрет і звернувся з прощальним листом до містян. Дорослі й діти вийшли проводжати адмірала. Незабаром міська Дума, враховуючи побажання містян, вписала Грейга «навіки» містянином Миколаєва.
Пізніше був засновником Пулковської обсерваторії під Петербургом, очолював Вільне економічне товариство й Комісію з питань кораблебудування. Помер на 70-му році життя, похований на Смоленському лютеранському кладовищі в Петербурзі.

## Пам'ятник Грейгу

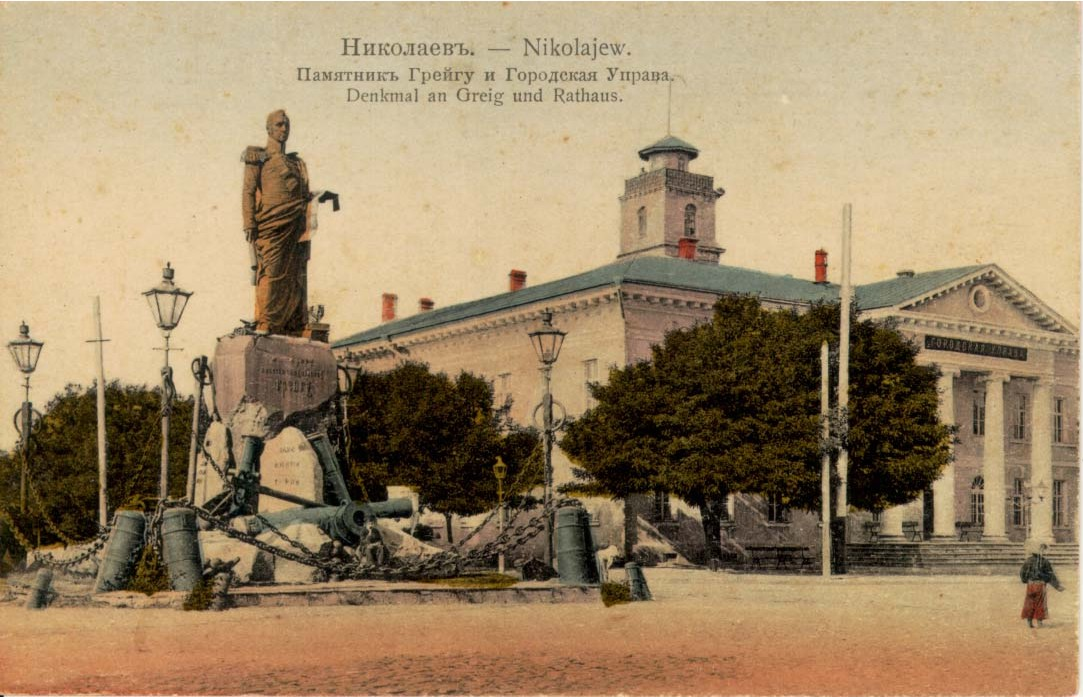
Пам'ятник Грейгу в Миколаєві

Пам'ятник Олексію Грейгу був встановлений у Миколаєві 21 травня 1873 року на перехресті вулиць Адміральська та Соборної. Скульптура була повернута у бік річки Інгул, оскільки на той час там розташовувався головний в'їзд до міста. 1922 року більшовицька влада знесла пам'ятник, залишивши водночас постамент, на котрий згодом встановили пам'ятник В. І. Леніну. Під час німецько-радянської війни його було зруйновано. 1947 року на тому ж постаменті звели другий пам'ятник Леніну. Однак після завершення будівництва здоровенної будівлі обкому Компартії (нинішнього будинку міськвиконкому) цей пам'ятник поруч з нею виявився занадто дрібним, отож 27 жовтня 1957 року був зведений третій величезний пам'ятник Леніну (Ульянову) на іншому постаменті. Він був знесений миколаївцями 22 лютого 2014 року після Революції гідності. Сам же пам'ятник Грейгу поставили в подвір'ї Костьолу, але після Другої світової війни переплавили.